# Israel nos Jogos Olímpicos de Verão de 2016
Israel participou dos Jogos Olímpicos de Verão de 2016, que foram realizados na cidade do Rio de Janeiro, no Brasil, entre os dias 5 e 21 de agosto de 2016.
A atleta Yarden Gerbi ganhou a medalha de bronze no Judô até 63 kg feminino no dia 9 de agosto de 2016, com vitória sobre a judoca japonesa Miku Tashiro na Arena Carioca 2.
O atleta Or Sasson ganhou uma medalha de bronze no Judô acima de 100 kg masculino no dia 12 de agosto de 2016, com vitória sobre o cubano Alex Garcia Mendoza.

## Natação
| Atleta                                             | Prova           | Eliminatórias | Eliminatórias | Semifinal   | Semifinal   | Final       | Final       |
| Atleta                                             | Prova           | Tempo         | Pos.          | Tempo       | Pos.        | Tempo       | Pos.        |
| -------------------------------------------------- | --------------- | ------------- | ------------- | ----------- | ----------- | ----------- | ----------- |
| Amit Ivry                                          | 100 m borboleta | 59,42         | 26º           | Não avançou | Não avançou | Não avançou | Não avançou |
| Keren Siebner Zohar Shikler Amit Ivry Andrea Murez | 4 x 100 m livre | 3:41,97       | 16º           | —           | —           | Não avançou | Não avançou |

| Atleta   | Prova        | Eliminatórias | Eliminatórias | Semifinal | Semifinal | Final       | Final       |
| Atleta   | Prova        | Tempo         | Pos.          | Tempo     | Pos.      | Tempo       | Pos.        |
| -------- | ------------ | ------------- | ------------- | --------- | --------- | ----------- | ----------- |
| Gal Nevo | 400 m medley | 4:18,29       | 19º           | —         | —         | Não avançou | Não avançou |